# Pán hradu
Pán hradu je česká televizní pohádka. Režíroval ji Jiří Chlumský a hlavní role ztvárnili Lukáš Vaculík, Eva Leimbergerová, Milan Bahúl a Nela Boudová. Film byl vyroben v roce 1999, premiéru měl ale až 22. března 2007. Natáčelo se na Točníku a v okolí Housky.